# Dick's Picks
La série Dick's Picks est constituée de 36 références, numérotées de 1 à 36, constituées de coffret de 1 à 6 CD (la plupart du temps 3 ou 4) reprenant un certain nombre de concerts ou de larges extraits de concerts du Grateful Dead, exécutés entre 1968 et 1992, aux États-Unis, au Canada ou en Europe. Débutée par Dick Latvala en 1993, archiviste du Grateful Dead, cette série s'est prolongée, après sa mort en 1999, jusqu'en 2005.

## Avertissement au dos des coffrets
Derrière chacune des références, au bas de la jaquette, une note, connue sous le nom de Caveat Emptor, insiste non seulement sur la qualité de la musique enregistrée, mais aussi sur les conditions d'enregistrement de cette musique. Sont notamment mentionnés le type de magnétophone sur lequel les ingénieurs du son ont enregistré le concert.

## Liste des albums
Trente six albums de la série ont été édités entre 1993 et 2005. Les albums sont des coffrets de un, deux, trois, quatre ou six CD dans lesquels sont proposés des extraits de concerts ou la totalité d'un ou deux concerts.

### Dick's Picks Volume un
Publié en décembre 1993, Le premier volume de la série, composé de 2 CD, propose des extraits du concert du Grateful Dead donné le 19 décembre 1973.

#### Musiciens
- Jerry Garcia, guitare, chant.
- Keith Godchaux, claviers.
- Bill Kreutzmann, batterie
- Phil Lesh, basse, chant.
- Bob Weir, guitare, chant.

#### Liste des titres

##### Disque un
1. Here Comes Sunshine (Jerry Garcia, Robert Hunter) – 14:13
2. Big River (Johnny Cash) – 5:23
3. Mississippi Half-Step (Garcia, Hunter) – 7:29
4. Weather Report Suite (Eric Andersen, Bob Weir, John Perry Barlow) - 15:56
5. Big Railroad Blues (Noah Lewis) – 4:06
6. Playing in the Band (Weir, Mickey Hart, Hunter) – 21:11

##### Disque deux
1. He's Gone (Garcia, Hunter) – 10:48 →
2. Truckin'  (Garcia, Weir, Phil Lesh, Hunter) – 9:18 →
3. Nobody's Fault But Mine (Blind Willie Johnson) – 5:53 →
4. Jam (Garcia, Keith Godchaux, Bill Kreutzmann, Lesh, Weir) – 8:11 →
5. The Other One (Weir, Kreutzmann) – 1:57 →
6. Jam (Garcia, Godchaux, Kreutzmann, Lesh, Weir) – 6:12 →
7. Stella Blue (Garcia, Hunter) – 8:45 →
8. Around and Around (Chuck Berry) – 5:37

### Dick's Picks Volume deux
Publié en mars 1995, Le deuxième volume de la série, le seul à ne compter qu'un seul CD, propose des extraits du concert du Grateful Dead donné pour Halloween 1971.

#### Musiciens
- Jerry Garcia, guitare, chant.
- Keith Godchaux, claviers.
- Bill Kreutzmann, batterie
- Phil Lesh, basse, chant.
- Bob Weir, guitare, chant.

#### Liste des titres
1. Dark Star / Jam (Garcia, Hart, Kreutzmann, Lesh, McKernan, Weir, Robert Hunter) – 23:14
2. Sugar Magnolia (Weir, Hunter) – 6:33
3. St. Stephen (Garcia, Lesh, Hunter) – 7:10
4. Not Fade Away → (Petty, Hardin) – 7:25
5. Goin' Down the Road Feeling Bad →" (traditionnel, adapté par le Grateful Dead) – 10:38
6. Not Fade Away (Petty, Hardin) – 3:19

### Dick's Picks Volume trois
Publié le 7 novembre 1995, quelques mois après le décès de Jerry Garcia, l'album propose des extraits du concert donné le 22 mai 1977 lors de la tournée du groupe en Floride.

#### Musiciens
- Jerry Garcia, guitare, chant.
- Mickey Hart, Batterie.
- Donna Jean Godchaux, chant.
- Keith Godchaux, claviers.
- Bill Kreutzmann, batterie
- Phil Lesh, basse, chant.
- Bob Weir, guitare, chant.

#### Liste des titres

##### Disque un
1. Funiculì, Funiculà (traditionnel) – 0:28
2. The Music Never Stopped (John Perry Barlow, Bob Weir) – 6:45
3. Sugaree (Jerry Garcia, Robert Hunter) – 15:54
4. Lazy Lightning (Barlow, Weir) – 3:22
5. Supplication (Barlow, Weir) – 5:34
6. Dancing in the Street (Marvin Gaye, Ivy Jo Hunter, William "Mickey" Stevenson) – 14:28
7. Help on the Way→ (Garcia, Hunter) – 5:23
8. Slipknot!→ (Grateful Dead) – 6:29
9. Franklin's Tower (Garcia, Hunter, Bill Kreutzmann) – 15:32

##### Disque deux
1. Samson and Delilah (traditionnel) – 7:31
2. Sunrise (Donna Godchaux) – 4:15
3. Estimated Prophet→ (Barlow, Weir) – 9:00
4. Eyes of the World→ (Garcia, Hunter) – 13:38
5. Wharf Rat→ (Garcia, Hunter) – 9:14
6. Terrapin Station→ (Garcia, Hunter) – 5:58
7. (Walk Me Out in the) Morning Dew (Bonnie Dobson, Tim Rose) – 14:21

### Dick's Picks Volume quatre
Publié en février 1996, ce coffret de 3 disques propose la totalité des seconds sets électriques de deux concerts donnés au Fillmore East les 13 et 14 février 1970. l'intégralité du CD un (sauf le titre no 8) et du CD trois ont été enregistrés le 14 février, le titre 8 du CD et la totalité du CD deux ont été enregistrés la veille.

#### Musiciens
- Jerry Garcia, guitare, chant.
- Mickey Hart, Batterie.
- Bill Kreutzmann, batterie
- Phil Lesh, basse, chant.
- Ron McKernan, Claviers, chant, percussions.
- Bob Weir, guitare, chant.

#### Liste des titres

##### Disque un
1. Introduction (Zacherle) – 1:51
2. Casey Jones (Garcia, Hunter) – 4:29
3. Dancing in the Street (Stevenson, Gaye, I. Hunter) – 9:30
4. China Cat Sunflower→ (Garcia, Hunter) – 5:09
5. I Know You Rider→ (traditionnel) – 5:04
6. High Time (Garcia, Hunter) – 6:51
7. Dire Wolf (Garcia, Hunter) – 4:23
8. Dark Star→ (Garcia, Hart, Kreutzmann, Lesh, McKernan, Weir, Hunter) – 29:41

##### Disque deux
1. That's It for the Other One→ (Grateful Dead) – 30:07
2. Turn On Your Love Light (Malone, Scott) – 30:27

##### Disque trois
1. Alligator→ (McKernan)    "Drums" (Hart, Kreutzmann) – 12:31
2. Me and My Uncle→ (Phillips) – 3:14
3. Not Fade Away (Hardin, Petty) – 13:56
4. Mason's Children (Garcia, Lesh, Weir, Hunter) – 3:53
5. Caution (Do Not Stop On Tracks) (Grateful Dead) – 14:25
6. Feedback (Grateful Dead) – 8:40
7. We Bid You Goodnight (traditionnel) – 2:00

### Dick's Picks Volume cinq
Ce coffret de trois CD propose l'intégralité du concert du Grateful Dead donné le 26 décembre 1979. ce coffret constitue également le premier concert avec Brent Mydland proposé à sortir dans le cadre des circuits de distribution officielle. En 2009, David Lemieux, l'archiviste du groupe, propose dans la série des Road Trips l'intégralité du concert du surlendemain, 28 décembre 1979.

#### Musiciens
- Jerry Garcia, guitare, chant.
- Mickey Hart, Batterie.
- Bill Kreutzmann, batterie
- Phil Lesh, basse, chant.
- Brent Mydland, Claviers, chant.
- Bob Weir, guitare, chant.

#### Liste des titres

##### Disque un
1. Cold Rain and Snow (traditionnel) – 6:44
2. C.C. Rider (traditionnel) – 6:43
3. Dire Wolf (Garcia, Hunter) – 3:58
4. Me and My Uncle → (Phillips) – 2:59
5. Big River (Cash) – 5:59
6. Brown-Eyed Women (Garcia, Hunter) – 5:20
7. New Minglewood Blues (traditionnel) – 7:41
8. Friend of the Devil (Garcia, Dawson, Hunter) – 9:37
9. Looks Like Rain (Weir, Barlow) – 8:14
10. Alabama Getaway→ (Garcia, Hunter) – 6:58
11. Promised Land (Berry) – 4:26

##### Disque deux
1. Uncle John's Band→ (Garcia, Hunter) – 10:14
2. Estimated Prophet→ (Barlow, Weir) – 14:11
3. Jam 1→ (Grateful Dead) – 6:01
4. He's Gone→ (Garcia, Hunter) – 10:03
5. The Other One→ (Weir, Kreutzmann) – 8:38
6. Drums→ (Hart, Kreutzmann) – 6:03

##### Disque trois
1. Drums→ (Hart, Kreutzmann) – 4:22
2. Jam 2→ (Grateful Dead) – 6:03
3. Not Fade Away→ (Petty, Hardin) – 11:52
4. Brokedown Palace→ (Garcia, Hunter) – 4:49
5. Around and Around→ (Berry) – 3:57
6. Johnny B. Goode (Berry) – 4:28
7. Shakedown Street→ (Garcia, Hunter) - 13:52
8. Uncle John's Band (Garcia, Hunter) – 2:54

### Dick's Picks Volume six
Ce coffret de trois CD propose l'intégralité du concert du Grateful Dead donné le 14 octobre 1983.

#### Musiciens
- Jerry Garcia, guitare, chant.
- Mickey Hart, Batterie.
- Bill Kreutzmann, batterie
- Phil Lesh, basse, chant.
- Brent Mydland, Claviers, chant.
- Bob Weir, guitare, chant.

#### Liste des titres

##### Disque un
1. Alabama Getaway→ (Garcia, Hunter) – 6:06
2. Greatest Story Ever Told (Hart, Hunter, Weir) – 4:52
3. They Love Each Other (Garcia, Hunter) – 9:10
4. Mama Tried→ (Haggard) – 2:48
5. Big River (Cash) – 6:31
6. Althea (Garcia, Hunter) – 8:49
7. C.C. Rider (traditionnel) – 8:01
8. Tennessee Jed (Garcia, Hunter) – 8:33
9. Hell in a Bucket→ (Barlow, Weir) – 5:53
10. Keep Your Day Job (Garcia, Hunter) – 5:57

##### Disque deux
1. Scarlet Begonias→ (Garcia, Hunter) – 14:20
2. Fire on the Mountain (Hart, Hunter) – 16:36
3. Estimated Prophet→ (Barlow, Weir) – 13:11
4. Eyes of the World→ (Garcia, Hunter) – 17:53

##### Disque trois
1. Drums→ (Hart, Kreutzmann) – 5:25
2. Spanish Jam→ (Grateful Dead) – 13:05
3. The Other One→ (Kreutzmann, Weir) – 6:09
4. Stella Blue→ (Garcia, Hunter) – 9:10
5. Sugar Magnolia (Hunter, Weir) – 9:26
6. U.S. Blues (Garcia, Hunter) – 5:40

### Dick's Picks Volume sept
Ce coffret de trois CD propose des extraits des trois concerts enregistrés à l'Alexandra Palace les 9,10 et 11 septembre 1974.

#### Musiciens
- Jerry Garcia, guitare, chant.
- Donna Jean Godchaux, chœurs.
- Keith Godchaux, Piano.
- Bill Kreutzmann, batterie
- Phil Lesh, basse, chant.
- Bob Weir, guitare, chant.

#### Liste des titres

##### Disque un
1. Scarlet Begonias (Garcia, Hunter) – 9:29
2. Mexicali Blues (Barlow, Weir) – 3:36
3. Row Jimmy (Garcia, Hunter) – 8:21
4. Black-Throated Wind (Barlow, Weir) – 7:20
5. Mississippi Half-Step Uptown Toodleloo (Garcia, Hunter) – 8:48
6. Beat It on Down the Line (Fuller) – 3:30
7. Tennessee Jed (Garcia, Hunter) – 7:59
8. Playing in the Band (Hart, Hunter, Weir) – 23:30

##### Disque deux
1. Weather Report Suite→ (Anderson, Barlow, Weir) – 18:18
2. Stella Blue (Garcia, Hunter) – 8:32
3. Jack Straw (Hunter, Weir) – 5:19
4. Brown-Eyed Woman (Garcia, Hunter) – 5:07
5. Big River (Cash) – 5:14
6. Truckin' → (Garcia, Hunter, Lesh, Weir) – 10:31
7. Wood Green Jam→ (Grateful Dead) – 5:56
8. Wharf Rat (Garcia, Hunter) – 11:13

##### Disque trois
1. Me & My Uncle (Phillips) – 3:30
2. Not Fade Away (Holly, Petty) – 16:27
3. Dark Star→ (Grateful Dead, Hunter) – 24:08
4. Spam Jam→ (Grateful Dead) – 7:13
5. (Walk Me Out in the) Morning Dew (Dobson, Rose) – 13:15
6. U.S. Blues (Garcia, Hunter) – 5:41

### Dick's Picks Volume huit
Ce coffret de 3 CD contient la quasi-totalité du concert du Grateful Dead donné le 2 mai 1970. Le concert est divisé en trois sets : un set acoustique et deux sets électriques. Les premières mesures de St. Stephen sont coupées.

#### Musiciens
- Jerry Garcia, guitare, chant.
- Mickey Hart, batterie.
- Bill Kreutzmann, batterie
- Phil Lesh, basse, chant.
- Ron McKernan, Claviers, chant, percussions.
- Bob Weir, guitare, chant.

#### Liste des titres

##### Disque un
1. Don't Ease Me In (traditionnel) – 4:38
2. I Know You Rider (traditionnel) – 7:51
3. Friend of the Devil (Garcia, Dawson, Hunter) – 5:57
4. Dire Wolf (Garcia, Hunter) – 4:56
5. Beat It on Down the Line→ (Fuller) – 3:13
6. Black Peter (Garcia, Hunter) – 7:02
7. Candyman→ (Garcia, Hunter) – 1:43
8. Cumberland Blues (Garcia, Hunter, Lesh) – 5:47
9. Deep Elem Blues (traditionnel) – 7:30
10. Cold Jordan (traditionnel) – 2:35
11. Uncle John's Band (Garcia, Hunter) – 6:28

##### Disque deux
1. St. Stephen→ (Garcia, Hunter, Lesh) – 3:23
2. Cryptical Envelopment→ (Garcia) – 1:54
3. Drums→ (Hart, Kreutzmann) – 3:28
4. The Other One (Weir, Kreutzmann) – 13:56
5. Cryptical Envelopment→ (Garcia) – 8:59
6. Cosmic Charlie (Garcia, Hunter) – 7:23
7. Casey Jones (Garcia, Hunter) – 4:45
8. Good Lovin'  (Resnick, Clark) – 15:10

##### Disque trois
1. It's a Man's World (Brown, Jones, Newsome) – 10:04
2. Dancing in the Streets (Stevenson, Gaye, I. Hunter) – 15:42
3. Morning Dew (Dobson, Rose) – 12:40
4. Viola Lee Blues→ (Lewis) – 16:35
5. We Bid You Goodnight (traditionnel) – 4:59

### Dick's Picks Volume neuf
Ce coffret de trois CD propose l'intégralité du concert donné au Madison Square Garden le 16 septembre 1990. C'est le premier concert de la discographie officielle du groupe auquel participent Bruce Hornsby et Vince Welnick. Le coffret Road Trips volume 2 no 1 été enregistré pendant la même série de concerts.

#### Musiciens
- Jerry Garcia, guitare, chant.
- Mickey Hart, Batterie.
- Bruce Hornsby, piano.
- Bill Kreutzmann, batterie
- Phil Lesh, basse, chant.
- Bob Weir, guitare, chant.
- Vince Welnick, claviers.

#### Liste des titres

##### Disque un
1. Hell in a Bucket (Bob Weir, Brent Mydland, John Barlow) – 7:03
2. Cold Rain & Snow (traditionnel, adapté par le Grateful Dead) – 6:42
3. Little Red Rooster (Willie Dixon) – 10:21
4. Stagger Lee (Jerry Garcia, Robert Hunter) – 8:32
5. Queen Jane Approximately (Bob Dylan) – 7:47
6. Tennessee Jed (Garcia, Hunter) – 10:35
7. Cassidy→  (Weir, Barlow) – 6:26
8. Deal (Garcia, Hunter) – 9:48

##### Disque deux
1. Samson and Delilah (traditionnel, adapté par Weir) – 8:10
2. Iko Iko (James Crawford) – 10:15
3. Looks Like Rain (Weir, Barlow) – 8:47
4. He's Gone→ (Garcia, Hunter) – 16:26
5. No MSG Jam→  (Grateful Dead) – 7:50
6. Drums→  (Bill Kreutzmann, Mickey Hart) – 8:59

##### Disque trois
1. Space→  (Grateful Dead) – 10:49
2. Standing on the Moon→  (Garcia, Hunter) – 9:28
3. Lunatic Preserve→  (Grateful Dead) – 5:45
4. I Need a Miracle→  (Weir, Barlow) – 5:19
5. Morning Dew (Bonnie Dobson, Tim Rose) – 13:12
6. It's All Over Now, Baby Blue (Dylan) – 7:35

### Dick's Picks Volume dix
Ce coffret de trois CD contient la quasi-intégralité du concert du Grateful Dead donné à la Winterland Arena le 29 décembre 1977. Les titres 3 à 6 du CD 3 sont tirés du concert donné le lendemain dans le même lieu.

#### Musiciens
- Jerry Garcia, guitare, chant.
- Mickey Hart, batterie.
- Donna Jean Godchaux, chant.
- Keith Godchaux, claviers.
- Bill Kreutzmann, batterie
- Phil Lesh, basse, chant.
- Bob Weir, guitare, chant.

#### Liste des titres

##### Disque un
1. Jack Straw (Robert Hunter, Bob Weir) – 7:05
2. They Love Each Other (Hunter, Jerry Garcia) – 7:44
3. Mama Tried (Merle Haggard) – 3:48
4. Loser (Hunter, Garcia) – 8:29
5. Looks Like Rain (John Perry Barlow, Weir) – 8:38
6. Tennessee Jed  (Hunter, Garcia) – 9:09
7. New Minglewood Blues (traditionnel, adapté par Weir) – 6:05
8. Sugaree (Hunter, Garcia) – 14:18
9. Promised Land (Chuck Berry) – 4:35

##### Disque deux
1. Bertha→ (Hunter, Garcia) – 7:20
2. Good Lovin' (Rudy Clark, Artie Resnick) – 6:50
3. Playing in the Band→ (Hunter, Mickey Hart, Weir) – 15:48
4. China Cat Sunflower→ (Hunter, Garcia) – 5:39
5. I Know You Rider→ (traditionnel, adapté par le Grateful Dead) – 5:27
6. China Doll→ (Hunter, Garcia) – 7:24
7. Playing Jam→ (Hart, Weir) – 1:40
8. Drums→ (Hart, Bill Kreutzmann) – 2:39
9. Not Fade Away→ (Buddy Holly, Norman Petty) – 10:05
10. Playing in the Band (Hunter, Hart, Weir) – 4:48

##### Disque trois
1. Terrapin Station (Hunter, Garcia) – 10:29
2. Johnny B. Goode (Berry) – 4:36
3. Estimated Prophet→ (Barlow, Weir) – 10:46
4. Eyes of the World→ (Hunter, Garcia) – 15:25
5. St. Stephen→ (Hunter, Garcia, Phil Lesh) – 9:18
6. Sugar Magnolia (Hunter, Weir) – 9:53

### Dick's Picks Volume onze
Dick's Picks Volume 11 est un coffret de trois CD proposant l'intégralité du concert du Grateful Dead donné au Stanley Theatre de Jersey City le 27 septembre 1972.

#### Musiciens
- Jerry Garcia, guitare, chant.
- Donna Jean Godchaux, chant.
- Keith Godchaux, claviers.
- Bill Kreutzmann, batterie
- Phil Lesh, basse, chant.
- Bob Weir, guitare, chant.

#### Liste des titres

##### Disque un
1. Morning Dew (Bonnie Dobson, Tim Rose) – 12:38
2. Beat It on Down the Line (Jesse Fuller) – 3:34
3. Friend of the Devil (Jerry Garcia, John Dawson, Hunter) – 4:06
4. Black-Throated Wind (John Barlow, Bob Weir) – 6:52
5. Tennessee Jed (Garcia, Hunter) – 8:08
6. Mexicali Blues (Barlow, Weir) – 3:39
7. Bird Song (Garcia, Hunter) – 11:46
8. Big River (Johnny Cash) – 4:51
9. Brokedown Palace (Garcia, Hunter) – 5:59
10. El Paso (Marty Robbins) – 4:42

##### Disque deux
1. China Cat Sunflower→ (Garcia, Hunter) – 7:25
2. I Know You Rider (traditionnel) – 5:26
3. Playing in the Band (Mickey Hart, Hunter, Weir) – 16:14
4. He's Gone (Garcia, Hunter) – 13:30
5. Me & My Uncle (John Phillips) – 3:38
6. Deal (Garcia, Hunter) – 4:51
7. Greatest Story Ever Told (Hart, Hunter, Weir) – 5:29
8. Ramble on Rose (Garcia, Hunter) – 6:28

##### Disque trois
1. Dark Star→ (Grateful Dead, Hunter) – 30:49
2. Cumberland Blues (Garcia, Hunter, Lesh) – 6:55
3. Attics of My Life (Garcia, Hunter) – 5:11
4. Promised Land (Chuck Berry) – 3:04
5. Uncle John's Band (Garcia, Hunter) – 8:43
6. Casey Jones (Garcia, Hunter) – 7:29
7. Around and Around (Berry) – 5:18

### Dick's Picks Volume douze
Dick's Picks Volume 12 est un coffret de trois CD proposant des extraits des concerts du Grateful Dead donnés à Boston et à Providence les 26 et 28 juin 1974. Du concert du 26 juin, sont extraits le CD un et le titre un du second CD, le reste du matériel musical est tiré du concert du 28 juin 1974.

#### Musiciens
- Jerry Garcia, guitare, chant.
- Donna Jean Godchaux, chant.
- Keith Godchaux, claviers.
- Bill Kreutzmann, batterie
- Phil Lesh, basse, chant.
- Bob Weir, guitare, chant.

#### Liste des titres

##### Disque un
1. Jam→ (Grateful Dead) – 2:29
2. China Cat Sunflower→ (Jerry Garcia, Robert Hunter) – 11:24
3. Mind Left Body Jam→ (Grateful Dead) – 1:39
4. I Know You Rider (traditionnel, adapté par le Grateful Dead) – 6:12
5. Beer Barrel Polka (Brown, Timm, Vejvoda, Zeman) – 1:08
6. Truckin' → (Garcia, Bob Weir, Phil Lesh, Hunter) – 11:06
7. The Other One Jam→ (Grateful Dead) – 3:06
8. Spanish Jam→ (Grateful Dead) – 15:13
9. Wharf Rat→ (Garcia, Hunter) – 9:50
10. Sugar Magnolia (Weir, Hunter) – 9:52

##### Disque deux
1. Eyes of the World (Garcia, Hunter) – 11:41
2. Seastones (Lesh, Ned Lagin) – 4:52
3. Sugar Magnolia→ (Weir, Hunter) – 6:12
4. Scarlet Begonias (Garcia, Hunter) – 9:31
5. Big River (Johnny Cash) – 5:43
6. To Lay Me Down (Garcia, Hunter) – 8:24
7. Me and My Uncle (John Phillips) – 3:17
8. Row Jimmy (Garcia, Hunter) – 8:16

##### Disque trois
1. Weather Report Suite→ (Eric Andersen, Bob Weir, John Perry Barlow) – 14:35
2. Jam→ (Grateful Dead) – 27:54
3. U.S. Blues (Garcia, Hunter) – 9:40
4. Promised Land→ (Chuck Berry) – 3:01
5. Goin' Down the Road Feeling Bad→ (traditionnel, adapté par le Grateful Dead) – 8:23
6. Sunshine Daydream (Weir, Hunter) – 4:45
7. Ship of Fools (Garcia, Hunter) – 6:38

### Dick's Picks Volume treize
Dick's Picks Volume 13 est un coffret de trois CD proposant l'intégralité du concert du Grateful Dead donné à Uniondale le 6 mai 1981, le lendemain de la mort de Bobby Sands, à qui la chanson He's Gone est dédiée par Bob Weir.

#### Musiciens
- Jerry Garcia, guitare, chant.
- Mickey Hart, Batterie.
- Bill Kreutzmann, batterie
- Phil Lesh, basse, chant.
- Brent Mydland, Claviers, chant.
- Bob Weir, guitare, chant.

#### Liste des titres

##### Disque un
1. Alabama Getaway→  (Jerry Garcia, Robert Hunter) – 5:01
2. Greatest Story Ever Told (Mickey Hart, Hunter, Bob Weir) – 4:25
3. They Love Each Other (Garcia, Hunter) – 7:08
4. Cassidy (John Barlow, Weir) – 5:17
5. Jack-A-Roe (traditionnel) – 4:55
6. Little Red Rooster (Willie Dixon) – 9:32
7. Dire Wolf (Garcia, Hunter) – 3:26
8. Looks Like Rain (Barlow, Weir) – 9:05
9. Big Railroad Blues (Noah Lewis) – 3:54
10. Let It Grow→  (Barlow, Weir) – 10:07
11. Deal (Garcia, Hunter) – 7:33

##### Disque deux
1. New Minglewood Blues (traditionnel) – 7:15
2. High Time (Garcia, Hunter) – 9:48
3. Lost Sailor→  (Barlow, Weir) – 6:14
4. Saint of Circumstance (Barlow, Weir) – 42:47

Titres cachées — 1er novembre 1979 — Nassau Veterans Memorial Coliseum, Uniondale:
Scarlet Begonias→  (Garcia, Hunter)
Fire on the Mountain (Mickey Hart, Hunter)

##### Disque trois
1. He's Gone→  (Garcia, Hunter) – 11:53
2. Caution / Spanish Jam→  (Grateful Dead) – 15:24
3. Drums→  (Hart, Kreutzmann) – 7:23
4. Jam→  (Grateful Dead) – 3:42
5. The Other One→  (Grateful Dead) – 6:04
6. Goin' Down the Road Feeling Bad→  (traditionnel) – 5:32
7. Wharf Rat→  (Garcia, Hunter) – 9:18
8. Good Lovin'  (Rudy Clark, Arthur Resnick) – 7:45
9. Don't Ease Me In (traditionnel) – 3:27

### Dick's Picks Volume quatorze
Dick's Picks Volume 14 est un coffret de quatre CD regroupant la quasi-totalité de deux des trois concerts donnés par le Grateful Dead au BOston Music Hall les 30 novembre et 2 décembre 1973. Les CD un et deux ont été enregistrés lors du concert du 30 novembre, les CD 3 et 4 lors du concert du 2 décembre. C'est le dernier Dick's Picks produit par Dick Latvala, décédé en 1999.

#### Musiciens
- Jerry Garcia, guitare, chant.
- Keith Godchaux, claviers.
- Bill Kreutzmann, batterie
- Phil Lesh, basse, chant.
- Bob Weir, guitare, chant.

#### Liste des titres

##### Disque un
1. (Walk Me Out in the) Morning Dew (Bonnie Dobson, Tim Rose) – 14:29
2. Mexicali Blues (Bob Weir, John Barlow) – 3:46
3. Dire Wolf (Jerry Garcia, Robert Hunter) – 5:09
4. Black-Throated Wind (Weir, Barlow) – 7:01
5. Don't Ease Me In (traditionnel) – 4:44
6. Big River (Johnny Cash) – 5:30
7. They Love Each Other (Garcia, Hunter) – 6:01
8. Playing in the Band (Weir, Mickey Hart, Hunter) – 23:18

##### Disque deux
1. Here Comes Sunshine (Garcia, Hunter) – 11:54
2. Weather Report Suite→ (Weir, Eric Anderson, Barlow) – 14:44
3. Dark Star Jam→ (Grateful Dead, Hunter) – 9:18
4. Eyes of the World→ (Garcia, Hunter) – 19:26
5. Sugar Magnolia (Hunter, Weir) – 10:16

##### Disque trois
1. Cold Rain and Snow (traditionnel) – 7:21
2. Beat It on Down the Line (Jesse Fuller) – 3:40
3. Brown-Eyed Woman/The Merry-Go-Round Broke Down/Beer Barrel Polka (Brown, Franklin, Friend, Garcia, Hunter, Timm, Vejvoda, Zeman) – 7:48
4. Jack Straw (Hunter, Weir) – 5:21
5. Ramble on Rose (Garcia, Hunter) – 8:04
6. Weather Report Suite (Anderson, Barlow, Weir) – 15:54
7. Wharf Rat→ (Garcia, Hunter) – 10:38
8. Mississippi Half-Step Uptown Toodleloo→ (Garcia, Hunter) – 8:03

##### Disque quatre
1. Playing in the Band→ (Weir, Hart, Hunter) – 12:09
2. Jam→ (Grateful Dead) – 15:39
3. He's Gone→ (Garcia, Hunter) – 10:27
4. Truckin' → (Garcia, Phil Lesh, Weir, Hunter) – 13:34
5. Stella Blue (Garcia, Hunter) – 10:15
6. Morning Dew (Dobson, Rose) – 14:31

### Dick's Picks Volume quinze
Dick's Picks volume 15 est un coffret de 3 CD proposant l'ensemble du concert du Grateful Dead au Raceway Park d'Englishtown. Lors de ce concert, ils ont partagé l'affiche avec les New Riders of the Purple Sage et le Marshall Tucker Band.

#### Musiciens
- Jerry Garcia, guitare, chant.
- Mickey Hart, Batterie.
- Donna Jean Godchaux, chant.
- Keith Godchaux, claviers.
- Bill Kreutzmann, batterie
- Phil Lesh, basse, chant.
- Bob Weir, guitare, chant.

#### Liste des titres

##### Disque un
1. Introduction (Scher) – 0:41
2. Promised Land (Chuck Berry) – 5:08
3. They Love Each Other (Jerry Garcia, Robert Hunter) – 7:41
4. Me & My Uncle (John Phillips) – 3:52
5. Mississippi Half-Step Uptown Toodleloo (Garcia, Hunter) – 13:34
6. Looks Like Rain (Bob Weir, John Barlow) – 7:52
7. Peggy-O (traditionnel) – 9:18
8. New Minglewood Blues (Noah Lewis) – 5:20
9. Friend of the Devil (Garcia, John Dawson, Hunter) – 8:13
10. The Music Never Stopped (Weir, Barlow) – 7:03

##### Disque deux
1. Bertha→  (Garcia, Hunter) – 8:35
2. Good Lovin'  (Rudy Clark, Arthur Resnick) – 6:00
3. Loser (Garcia, Hunter) – 8:37
4. Estimated Prophet→  (Barlow, Weir) – 9:29
5. Eyes of the World (Garcia, Hunter) – 13:17
6. Samson and Delilah (Rev. Gary Davis) – 6:40

##### Disque trois
1. He's Gone→  (Garcia, Hunter) – 14:18
2. Not Fade Away→  (Buddy Holly, Norman Petty) – 19:58
3. Truckin'  (Garcia, Phil Lesh, Weir, Hunter) – 10:05
4. Terrapin Station (Garcia, Hunter) – 11:02

### Dick's Picks Volume seize
Dick's Picks Volume 16 est un coffret de 3 CD proposant l'intégralité du concert du Grateful Dead du 8 novembre 1969, auquel est joint un morceau du concert de la veille. C'est le premier volume de la série dans lequel est intégré dans le groupe Tom Constanten.

#### Musiciens
- Tom Constanten, claviers
- Jerry Garcia, guitare, chant.
- Mickey Hart, Batterie.
- Bill Kreutzmann, batterie
- Phil Lesh, basse, chant.
- Ron McKernan, chant, percussions.
- Bob Weir, guitare, chant.

#### Liste des titres

##### Disque un
1. Good Morning Little Schoolgirl (Williamson) – 13:33
2. Casey Jones (Garcia, Hunter) – 4:51
3. Dire Wolf (Garcia, Hunter) – 8:24
4. Easy Wind (Hunter) – 9:02
5. China Cat Sunflower→ (Garcia, Hunter) – 3:45
6. I Know You Rider→ (traditionnel) – 5:40
7. High Time (Garcia, Hunter) – 7:48
8. Mama Tried (Haggard) – 3:10
9. Good Lovin'  (Clark, Resnick) – 9:17
10. Cumberland Blues (Garcia, Hunter, Lesh) – 4:19

##### Disque deux
1. Dark Star→ (Grateful Dead, Hunter) – 14:09
2. The Other One→ (Kreutzmann, Weir) – 12:02
3. Dark Star→ (Grateful Dead, Hunter) – 1:00
4. Uncle John's Band Jam→ (Garcia, Hunter) – 2:33
5. Dark Star→ (Grateful Dead, Hunter) – 3:05
6. St. Stephen→ (Garcia, Hunter, Lesh) – 7:44
7. The Eleven→ (Hunter, Lesh) – 14:01

##### Disque trois
1. Caution (Do Not Stop on Tracks)→ (Garcia, Kreutzmann, Lesh, Weir) – 17:28
2. The Main Ten→ (Hart) – 3:10
3. Caution (Do Not Stop on Tracks)→ (Garcia, Kreutzmann, Lesh, Weir) – 9:02
4. Feedback→ (Grateful Dead) – 7:57
5. We Bid You Goodnight (traditionnel) – 3:28
6. Turn on Your Love Light (Malone, Scott) – 25:29

### Dick's Picks Volume dix-sept
Dick's Picks Volume 17 est un coffret de 3 CD proposant l'intégralité du concert du Grateful Dead du 25 septembre 1991auquel sont joints deux morceaux enregistrés à Greensboro le 31 mars 1991.

#### Musiciens
- Jerry Garcia, guitare, chant.
- Mickey Hart, Batterie.
- Bruce Hornsby, piano.
- Bill Kreutzmann, batterie
- Phil Lesh, basse, chant.
- Bob Weir, guitare, chant.
- Vince Welnick, claviers.

#### Liste des titres

##### Disque un
1. Help on the Way→ (Garcia, Hunter) – 4:15
2. Slipknot!→ (Garcia, Godchaux, Kreutzmann, Lesh, Weir) – 5:30
3. Franklin's Tower (Garcia, Hunter, Kreutzmann) – 10:41
4. Walkin' Blues (Johnson) – 6:30
5. It Must Have Been the Roses→ (Hunter) – 5:45
6. Dire Wolf (Garcia, Hunter) – 3:59
7. Queen Jane Approximately (Dylan) – 7:16
8. Tennessee Jed→ (Garcia, Hunter) – 7:50
9. The Music Never Stopped (Barlow, Weir) – 8:18

##### Disque deux
1. Victim or the Crime→ (Graham, Weir) – 8:24
2. Crazy Fingers→ (Garcia, Hunter) – 9:38
3. Playing in the Band→ (Hart, Hunter, Weir) – 9:22
4. Terrapin Station→ (Garcia, Hunter) – 12:47
5. Boston Clam Jam→ (Grateful Dead) – 5:37
6. Drums→ (Hart, Kreutzmann) – 11:04
7. Space→ (Grateful Dead) – 8:15

##### Disque trois
1. That Would Be Something→ (McCartney) – 3:51
2. Playing in the Band→ (Hart, Hunter, Weir) – 5:23
3. China Doll→ (Garcia, Hunter) – 5:46
4. Throwing Stones→ (Barlow, Weir) – 8:59
5. Not Fade Away (Holly, Petty) – 9:01
6. The Mighty Quinn (Quinn the Eskimo) (Dylan) – 4:43
7. Samson and Delilah→ (traditionnel) – 7:47
8. Eyes of the World→(Garcia, Hunter) – 23:30

### Dick's Picks Volume dix-huit
Dick's Picks Volume 18 est un coffret de 3 CD proposant les deuxièmes parties des concerts donnés par le Grateful Dead les 3 et 5 février 1978 (CD 2 et 3). Le Premier CD propose des titres joués durant les premières parties de ces concerts.

#### Musiciens
- Jerry Garcia, guitare, chant.
- Mickey Hart, Batterie.
- Donna Jean Godchaux, chant.
- Keith Godchaux, claviers.
- Bill Kreutzmann, batterie
- Phil Lesh, basse, chant.
- Bob Weir, guitare, chant.

#### Liste des titres

##### Disque un
1. Bertha→ (Garcia, Hunter) – 6:42
2. Good Lovin’  (Clark, Resnick) – 6:14
3. Cold Rain and Snow (traditionnel) – 6:17
4. New Minglewood Blues (traditionrl) – 5:41
5. They Love Each Other (Garcia, Hunter) – 7:42
6. It's All Over Now (Womack, Womack) – 7:39
7. Dupree's Diamond Blues (Garcia, Hunter) – 4:37
8. Looks Like Rain (Barlow, Weir) – 7:59
9. Brown-Eyed Women (Garcia, Hunter) – 5:34
10. Passenger (Lesh, Monk) – 5:40
11. Deal (Garcia, Hunter) – 6:34
12. The Music Never Stopped (Barlow, Weir) – 8:06

##### Disque deux
1. Estimated Prophet→ (Barlow, Weir) – 12:16
2. Eyes of the World→ (Garcia, Hunter) – 14:37
3. Playing in the Band→ (Hart, Hunter, Weir) – 24:35
4. The Wheel→ (Garcia, Hunter, Kreutzmann) – 5:43
5. Playing in the Band (Hart, Hunter, Weir) – 9:02
6. Johnny B. Goode (Berry) – 4:38

##### Disque trois
1. Samson and Delilah (traditionnel) – 11:21
2. Scarlet Begonias→ (Garcia, Hunter) – 12:45
3. Fire on the Mountain (Hart, Hunter) – 17:03
4. Truckin' → (Garcia, Hunter, Lesh, Weir) – 9:17
5. Drums→ (Hart, Kreutzmann) – 1:56
6. The Other One→ (Kreutzmann, Weir) – 9:02
7. Wharf Rat→ (Garcia, Hunter) – 8:58
8. Around and Around (Berry) – 8:34

### Dick's Picks Volume dix-neuf
Dick's Picks Volume 19 est un coffret de 3 CD proposant l'intégralité du concert du Grateful Dead donné à la Fairgrounds Arena d'Oklahoma City le 19 octobre 1973.

#### Musiciens
- Jerry Garcia, guitare, chant.
- Donna Jean Godchaux, chœurs.
- Keith Godchaux, Piano.
- Bill Kreutzmann, batterie
- Phil Lesh, basse, chant.
- Bob Weir, guitare, chant.

#### Liste des titres

##### Disque un
1. Promised Land (Chuck Berry) – 3:44
2. Sugaree (Jerry Garcia, Robert Hunter) – 8:18
3. Mexicali Blues (Bob Weir, John Barlow) – 3:58
4. Tennessee Jed (Garcia, Hunter) – 8:00
5. Looks like Rain (Weir, Barlow) – 8:05
6. Don't Ease Me In (traditionnel, adapté par le Grateful Dead) – 4:24
7. Jack Straw (Weir, Hunter) – 5:32
8. They Love Each Other (Garcia, Hunter) – 5:44
9. El Paso (Marty Robbins) – 4:51
10. Row Jimmy (Garcia, Hunter) – 9:23

##### Disque deux
1. Playing in the Band (Weir, Mickey Hart, Hunter) – 18:23
2. China Cat Sunflower→ (Garcia, Hunter) – 9:11
3. I Know You Rider (traditionnel, adapté par le Grateful Dead) – 6:18
4. Me and My Uncle (John Phillips) – 3:34
5. Mississippi Half-Step Uptown Toodeloo (Garcia, Hunter) – 7:30
6. Big River (Johnny Cash) – 4:52

##### Disque trois
1. Dark Star→ (Garcia, Bill Kreutzmann, Phil Lesh, Ron "Pigpen" McKernan, Weir, Hunter) – 15:45
2. Mind Left Body Jam→ (Grateful Dead) – 10:41
3. Morning Dew (Bonnie Dobson, Tim Rose) – 13:55
4. Sugar Magnolia (Weir, Hunter) – 10:10
5. Eyes of the World→ (Garcia, Hunter) – 14:31
6. Stella Blue (Garcia, Hunter) – 7:57
7. Johnny B. Goode (Berry) – 4:08

### Dick's Picks Volume vingt
Dick's Picks Volume 20 est un coffret de 4 CD proposant la quasi-intégralité des concerts du Grateful Dead donnés aux Capital Centre et à l'Onondaga County War Memorial, les 25 et 28 septembre 1976.

#### Musiciens
- Jerry Garcia, guitare, chant.
- Donna Jean Godchaux, chœurs.
- Keith Godchaux, Piano.
- Mickey Hart, Batterie
- Bill Kreutzmann, batterie
- Phil Lesh, basse, chant.
- Bob Weir, guitare, chant.

#### Liste des titres
Les CD 1 et 2 ont été enregistrés le 25 septembre, les CD 3 et 4 le 28 septembre.

##### Disque un
1. Bertha (Jerry Garcia, Robert Hunter) – 5:27
2. New Minglewood Blues (Noah Lewis) – 4:49
3. Ramble On Rose (Garcia, Hunter) – 7:11
4. Cassidy (Bob Weir, John Barlow) – 4:43
5. Brown-Eyed Women (Garcia, Hunter) – 4:56
6. Mama Tried (Merle Haggard) – 2:49
7. Peggy-O (trad., arr. Grateful Dead) – 9:41
8. Loser (Garcia, Hunter) – 8:18
9. Let It Grow (Weir, Barlow) – 12:26
10. Sugaree (Garcia, Hunter) – 11:01
11. Lazy Lightning→ (Weir, Barlow) – 2:53
12. Supplication (Weir, Barlow) – 4:37

##### Disque deux
1. Mississippi Half-Step Uptown Toodeloo (Garcia, Hunter) – 11:28
2. Dancing in the Streets→ (Marvin Gaye, Ivy Jo Hunter, William "Mickey" Stevenson) – 12:43
3. Cosmic Charlie (Garcia, Hunter) – 8:39
4. Scarlet Begonias (Garcia, Hunter) – 11:07
5. St. Stephen→ (Garcia, Phil Lesh, Hunter) – 4:12
6. Not Fade Away→ (Norman Petty, Charles Hardin) – 9:57
7. Drums→ (Hart, Kreutzmann) – 3:34
8. Jam→ (Grateful Dead) – 2:05
9. St. Stephen→ (Garcia, Lesh, Hunter) – 2:03
10. Sugar Magnolia (Weir, Hunter) – 9:40

##### Disque trois
1. Cold Rain and Snow (trad., arr. Grateful Dead) – 6:36
2. Big River (Johnny Cash) – 5:55
3. Cassidy (Weir, Barlow) – 4:33
4. Tennessee Jed (Garcia, Hunter) – 8:37
5. New Minglewood Blues (Lewis) – 6:06
6. Candyman (Garcia, Hunter) – 7:25
7. It's All Over Now (Bobby Womack, Shirley Jean Womack) – 6:40
8. Friend of the Devil (Garcia, John Dawson, Hunter) – 8:44
9. Let It Grow→ (Weir, Barlow) – 11:41
10. Goin' Down the Road Feeling Bad (trad., arr. Grateful Dead) – 9:14

##### Disque quatre
1. Playing in the Band→ (Weir, Hart, Hunter) – 6:36
2. The Wheel→ (Garcia, Hunter) – 7:07
3. Samson and Delilah→ (trad., arr. Weir) – 8:01
4. Jam→ (Grateful Dead) – 5:40
5. Comes a Time→ (Garcia, Hunter) – 7:50
6. Drums→ (Hart, Kreutzman) – 4:58
7. Eyes of the World→ (Garcia, Hunter) – 8:39
8. Orange Tango Jam→ (Grateful Dead) – 4:46
9. Dancing in the Streets→ (Gaye, I.J. Hunter, Stevenson) – 9:15
10. Playing in the Band (Weir, Hart, Hunter) – 5:06
11. Johnny B. Goode (Chuck Berry) – 4:33

### Dick's Picks Volume vingt-et-un
Dick's Picks Volume 21 est un coffret de 3 CD proposant l'intégralité du concert du Grateful Dead donné à Rochester le 1er novembre 1985. Dans ce concert, sont interprétés des morceaux rarement interprétés par le groupe, comme Spoonful, ou Gloria du groupe Them. les quatre derniers titres du CD trois ont été enregistrés le 2 novembre 1980, lors d'un précédent concert dans le même lieu.

#### Musiciens
- Jerry Garcia, guitare, chant.
- Mickey Hart, Batterie.
- Bill Kreutzmann, batterie
- Phil Lesh, basse, chant.
- Brent Mydland, Claviers, chant.
- Bob Weir, guitare, chant.

#### Liste des titres

##### Disque un
1. Dancing in the Streets→ (Marvin Gaye, Ivy Jo Hunter, William "Mickey" Stevenson) – 6:52
2. Cold Rain And Snow (trad., arr. Grateful Dead) – 7:32
3. Little Red Rooster (Willie Dixon) – 8:22
4. Stagger Lee (Robert Hunter, Jerry Garcia) – 5:55
5. Me and My Uncle→ (John Phillips) – 3:04
6. Big River (Cash) – 6:19
7. Brown-Eyed Woman (R. Hunter, Garcia) – 4:55
8. Jack Straw→ (R. Hunter, Bob Weir) – 5:24
9. Don't Ease Me In (trad., arr. Grateful Dead) – 3:14

##### Disque deux
1. Samson and Delilah (trad., arr. Weir) – 7:33
2. High Time→ (R. Hunter, Garcia) – 8:34
3. He's Gone→ (R. Hunter, Garcia) – 11:07
4. Spoonful→ (Dixon) – 4:54
5. Comes a Time→ (R. Hunter, Garcia) – 8:26
6. Lost Sailor→ (John Barlow, Weir) – 7:27
7. Drums→ (Mickey Hart, Bill Kreutzmann) – 9:06

##### Disque trois
1. Space→ (Garcia, Phil Lesh, Weir) – 11:26
2. Saint of Circumstance→ (Barlow, Weir) – 6:52
3. Gimme Some Lovin' → (Spencer Davis, Muff Winwood, Steve Winwood) – 4:27
4. She Belongs to Me→ (Bob Dylan) – 7:54
5. Gloria (Van Morrison) – 6:51
6. Keep Your Day Job (R. Hunter, Garcia) – 4:14
7. Space→ (Garcia, Lesh, weir) – 8:33 >
8. Iko Iko→ (James "Sugar Boy" Crawford) – 7:47
9. Morning Dew→ (Dobson, Rose) – 11:04
10. Sugar Magnolia (R. Hunter, Weir) – 9:14

### Dick's Picks Volume vingt-deux
Dick's Picks Volume 22 est un coffret de 2 CD proposant des extraits des concerts donnés par le groupe les 23 et 24 février 1968 au Kings Beach Bowl de Kings Beach, près du lac Tahoe en Californie. Une partie des morceaux joués a été utilisée pour la préparation de l'enregistrement de l'album Anthem of the Sun. Le CD un reprend des titres joués le 23 février et le CD deux reprend des titres joués le lendemain.

#### Musiciens
- Jerry Garcia, guitare, chant.
- Mickey Hart, Batterie.
- Bill Kreutzmann, batterie
- Phil Lesh, basse, chant.
- Ron McKernan, Claviers, chant, percussions.
- Bob Weir, guitare, chant.

#### Liste des titres

##### Disque un
1. Viola Lee Blues (Noah Lewis) – 19:16
2. It Hurts Me Too (Elmore James) – 4:13
3. Dark Star→ (Robert Hunter, Jerry Garcia, Mickey Hart, Bill Kreutzmann, Phil Lesh, Ron McKernan, Bob Weir) – 6:49
4. China Cat Sunflower→ (Hunter, Garcia) – 4:38
5. The Eleven→ (Hunter, Lesh) – 10:33
6. Turn On Your Lovelight (Deadric Malone, Joseph Scott) – 12:40
7. Born Cross-Eyed→ (Weir) – 2:32
8. Spanish Jam (Grateful Dead) – 7:23

##### Disque deux
1. Morning Dew (Bonnie Dobson, Tim Rose) – 8:10
2. Good Morning Little Schoolgirl (Sonny Boy Williamson) – 14:39
3. That's It For The Other One→ (Garcia, Kreutzman, Weir) – 8:13
4. New Potato Caboose (Bobby Petersen, Lesh) – 9:08
5. Alligator→ (Hunter, McKernan, Lesh) – 3:45
6. China Cat Sunflower→ (Hunter, Garcia) – 4:14
7. The Eleven→ (Hunter, Lesh) – 7:17
8. Alligator→ (McKernan, Lesh) – 6:39
9. Caution (Do Not Stop On Tracks)→ (Grateful Dead) – 11:49
10. Feedback (Grateful Dead) – 4:55

### Dick's Picks Volume vingt-trois
Dick's Picks Volume 23 est un coffret de 3 CD proposant l'intégralité du concert donné par le groupe le 17 septembre 1972 au Baltimore Civic Center.

#### Musiciens
- Jerry Garcia, guitare, chant.
- Donna Jean Godchaux, chant.
- Keith Godchaux, claviers.
- Bill Kreutzmann, batterie
- Phil Lesh, basse, chant.
- Bob Weir, guitare, chant.

#### Liste des titres

##### Disque un
1. Promised Land (Chuck Berry) – 3:39
2. Sugaree (Robert Hunter, Jerry Garcia) – 7:59
3. Black-Throated Wind (John Barlow, Bob Weir) – 6:34
4. Friend of the Devil (John Dawson, Hunter, Garcia) – 4:19
5. El Paso (Marty Robbins) – 5:11
6. Bird Song (Hunter, Garcia) – 10:55
7. Big River (Johnny Cash) – 5:22
8. Tennessee Jed (Hunter, Garcia) – 8:05
9. Mexicali Blues (Barlow, Weir) – 3:57
10. China Cat Sunflower→ (Hunter, Garcia) – 5:18
11. I Know You Rider (trad., arr. Grateful Dead) – 6:16

##### Disque deux
1. Playing in the Band (Hunter, Mickey Hart, Weir) – 18:48
2. Casey Jones (Hunter, Garcia) – 6:12
3. Truckin'  (Hunter, Garcia, Phil Lesh, Weir) – 12:19
4. Loser (Hunter, Garcia) – 7:20
5. Jack Straw (Hunter, Weir) – 5:22
6. Mississippi Half-Step Uptown Toodleloo (Hunter, Garcia) – 8:38
7. Me and My Uncle (John Phillips) – 3:16

##### Disque trois
1. He's Gone→ (Hunter, Garcia) – 10:21
2. The Other One→ (Bill Kreutzmann, Weir) – 39:07
3. Sing Me Back Home (Merle Haggard) – 10:50
4. Sugar Magnolia (Hunter, Weir) – 9:25
5. Uncle John's Band (Hunter, Garcia) – 7:22

### Dick's Picks Volume vingt-quatre
Dick's Picks Volume 24 est un coffret de 2 CD proposant des extraits du concert enregistré au Cow Palace de Daly City, en Californie. Durant ce concert, le groupe a testé une mise en place complète de son nouveau système audio, le Mur du Son, wall of Sound, rapidement abandonné en raison des problèmes techniques et financier générés par une installation aussi imposante.

#### Musiciens
- Jerry Garcia, guitare, chant.
- Donna Jean Godchaux, chant.
- Keith Godchaux, claviers.
- Bill Kreutzmann, batterie
- Phil Lesh, basse, chant.
- Bob Weir, guitare, chant.

#### Liste des titres

##### Disque un
1. U.S. Blues (Robert Hunter, Jerry Garcia) – 6:16
2. Promised Land (Chuck Berry) – 4:04
3. Brown-Eyed Woman (Hunter, Garcia) – 5:27
4. Black-Throated Wind (John Barlow, Bob Weir) – 7:04
5. Scarlet Begonias (Hunter, Garcia) – 7:14
6. Beat It On Down The Line (Jesse Fuller) – 3:46
7. Deal (Hunter, Garcia) – 5:29
8. Cassidy (Barlow, Weir) – 4:09
9. China Cat Sunflower→ (Hunter, Garcia) – 8:41
10. I Know You Rider (trad., arr. Grateful Dead) – 6:02
11. Weather Report Suite (Eric Andersen, Barlow, Weir) – 15:34

##### Disque deux
1. Playing in the Band→ (Hunter, Mickey Hart, Weir) – 14:11
2. Uncle John's Band→ (Hunter, Garcia) – 9:16
3. Morning Dew→ (Bonnie Dobson, Tim Rose) – 12:31
4. Uncle John's Band→ (Hunter, Garcia) – 6:27
5. Playing in the Band→ (Hunter, Hart, Weir) – 4:11
6. Big River (Johnny Cash) – 5:54
7. Bertha (Hunter, Garcia) – 6:35
8. Wharf Rat→ (Hunter, Garcia) – 9:29
9. Sugar Magnolia (Hunter, Weir) – 8:57

### Dick's Picks Volume vingt-cinq
Dick's Picks Volume 25 est un coffret de 4 CD proposant deux concerts complet donnés les 10 et 11 mai 1978 lors de la tournée est-américaine du groupe.

#### Musiciens
- Jerry Garcia, guitare, chant.
- Donna Jean Godchaux, chant.
- Keith Godchaux, claviers.
- Mickey Hart, batterie
- Bill Kreutzmann, batterie
- Phil Lesh, basse, chant.
- Bob Weir, guitare, chant.

#### Liste des titres
Les CD un et deux retracent le concert du 10 mai 1978, les CD 3 et 4 le concert du lendemain, 11 mai 1978.

##### Disque un
1. Jack Straw (Robert Hunter, Bob Weir) – 6:51
2. They Love Each Other (Hunter, Jerry Garcia) – 7:45
3. Cassidy (John Barlow, Weir) – 5:22
4. Ramble on Rose (Hunter, Garcia) – 7:00
5. Me & My Uncle→ (John Phillips) – 3:00
6. Big River (Johnny Cash) – 6:56
7. Peggy-O (trad., arr. Grateful Dead) – 7:52
8. Let It Grow→ (Barlow, Weir) – 9:40
9. Deal (Hunter, Garcia) – 7:05
10. Bertha (Hunter, Garcia) – 8:07
11. Good Lovin'  (Rudy Clark, Artie Resnick) – 6:20

##### Disque deux
1. Estimated Prophet→ (Barlow, Weir) – 12:04
2. Eyes of the World→ (Hunter, Garcia) – 12:18
3. Drums→ (Mickey Hart, Bill Kreutzmann) – 18:00
4. The Other One→ (Kreutzman, Weir) – 16:31
5. Wharf Rat→ (Hunter, Garcia) – 10:14
6. Sugar Magnolia (Hunter, Weir) – 9:33

##### Disque trois
1. Cold Rain & Snow (trad., arr. Grateful Dead) – 7:03
2. Beat It On Down The Line (Jesse Fuller) – 3:31
3. Friend of the Devil (John Dawson, Hunter, Garcia) – 8:36
4. Looks Like Rain (Barlow, Weir) – 9:13
5. Loser (Hunter, Garcia) – 7:48
6. New Minglewood Blues (trad., arr. Weir) – 5:47
7. Tennessee Jed (Hunter, Garcia) – 8:47
8. Lazy Lightnin' → (Barlow, Weir) – 3:21
9. Supplication (Barlow, Weir) – 6:31
10. Scarlet Begonias→ (Hunter, Garcia) – 9:41
11. Fire on the Mountain (Hunter, Hart) – 8:35

##### Disque quatre
1. Dancing in the Streets→ (Marvin Gaye, Ivy Hunter, William Stevenson) – 15:12
2. Drums→ (Hart, Kreutzman) – 19:53
3. Not Fade Away→ (Buddy Holly, Norman Petty) – 10:21
4. Stella Blue→ (Hunter, Garcia) – 8:56
5. Around & Around (Chuck Berry) – 9:15
6. Werewolves of London (LeRoy Marinell, Waddy Wachtel, Warren Zevon) – 8:30
7. Johnny B. Goode (Berry) – 4:15

### Dick's Picks Volume vingt-six
Dick's Picks Volume 26 est un double CD proposant des extraits des concerts donnés par le Grateful Dead les 26 et 27 avril 1969 à l'Electric Theater de Chicago et au Labor Temple de Minneapolis. Les titres 1 à 9 du CD 1 ont été enregistrés le 26 avril, les titres 10 à 12 du CD 1 et la totalité du CD 2 ont été enregistrés le 27 avril.

#### Musiciens
- Tom Constanten, claviers
- Jerry Garcia, guitare, chant.
- Mickey Hart, Batterie.
- Bill Kreutzmann, batterie
- Phil Lesh, basse, chant.
- Ron McKernan, chant, percussions.
- Bob Weir, guitare, chant.

#### Liste des titres

##### Disque un
1. Dupree's Diamond Blues→ (Robert Hunter, Jerry Garcia) – 4:30
2. Mountains of the Moon→ (Hunter, Garcia) – 6:45
3. China Cat Sunflower→ (Hunter, Garcia) – 5:58
4. Doin' That Rag (Hunter, Garcia) – 7:18
5. Cryptical Envelopment→ (Garcia) – 3:05
6. The Other One→ (Bill Kreutzman, Bob Weir) – 7:20
7. The Eleven→ (Hunter, Phil Lesh) – 7:59
8. The Other One→ (Kreutzman, Weir) – 1:04
9. I Know It's a Sin (Jimmy Reed) – 4:28
10. Turn on Your Lovelight→ (Deadric Malone, Joseph Scott) – 20:37
11. Me and My Uncle→ (John Phillips) – 4:12
12. Sittin' on Top of the World (Lonnie Carter, Walter Jacobs) – 3:37

##### Disque deux
1. Dark Star→ (Hunter, Garcia, Mickey Hart, Kreutzman, Lesh, Pigpen, Weir) – 26:37
2. Saint Stephen→ (Hunter, Garcia, Lesh) – 9:18
3. The Eleven→ (Hunter, Lesh) – 10:19
4. Turn on Your Lovelight (Malone, Scott) – 15:25
5. Morning Dew (Bonnie Dobson, Tim Rose) – 10:47

### Dick's Picks Volume vingt-sept
Dick's Picks Volume 27 est un coffret de trois CD proposant l'intégralité du concert du Grateful Dead donné le 16 décembre 1992. Ce coffret comporte aussi quatre titres du concert du lendemain, 17 décembre 1992 (notés *), durant lequel a été joué le Medley Baba O'Riley-Tomorrow Never Knows. C'est aussi le seul coffret de la série à proposer un concert dans lequel officie le Grateful Dead dans sa dernière configuration.

#### Musiciens
- Jerry Garcia, guitare, chant.
- Mickey Hart, Batterie.
- Bill Kreutzmann, batterie
- Phil Lesh, basse, chant.
- Bob Weir, guitare, chant.
- Vince Welnick, claviers.

#### Liste des titres

##### Disque un
1. Feel Like a Stranger (John Barlow, Bob Weir) – 9:20
2. Brown-Eyed Women (Robert Hunter, Jerry Garcia) – 5:22
3. The Same Thing (Willie Dixon) – 8:09
4. Loose Lucy (Hunter, Garcia) – 7:21
5. Stuck Inside of Mobile with the Memphis Blues Again" (Bob Dylan) – 9:18
6. Row Jimmy (Hunter, Garcia) – 10:10
7. Let it Grow (Barlow, Weir) – 13:05

##### Disque deux
1. Shakedown Street (Hunter, Garcia) – 12:59
2. Samson and Delilah (traditionnel, adapté par Weir) – 7:28
3. Ship of Fools (Hunter, Garcia) – 7:39
4. Playing in the Band →(Hunter, Mickey Hart, Weir) – 12:33
5. Drums → (Hart, Bill Kreutzman) – 14:41
6. Space → (Garcia, Phil Lesh, Weir) – 10:56

##### Disque trois
1. Dark Star → (Hunter, Garcia, Hart, Kreutzman, Lesh, Pigpen, Weir) – 8:56
2. All Along the Watchtower → (Dylan) – 6:38
3. Stella Blue→ (Hunter, Garcia) – 8:43
4. Good Lovin'  (Artie Resnick, Rudy Clark) – 8:30
5. Casey Jones (Hunter, Garcia) – 5:38
6. Throwing Stones → (Barlow, Weir) – 9:43 (*)
7. Not Fade Away(Buddy Holly, Norman Petty) – 10:58 (*)
8. Baba O'Riley→ (Pete Townshend) – 3:28 (*)
9. Tomorrow Never Knows (John Lennon, Paul McCartney) – 4:46 (*)

### Dick's Picks Volume vingt-huit
Dick's Picks Volume 28 est un coffret de quatre CD proposant l'intégralité des concerts du Grateful Dead donnés les 26 et 28 février 1973. Ces concerts ont été donnés peu de temps avant la mort de Ron McKernan, ce qui explique sa mention parmi les musiciens.

#### Musiciens
- Jerry Garcia, guitare, chant.
- Donna Jean Godchaux, chœurs.
- Keith Godchaux, Piano.
- Bill Kreutzmann, batterie
- Phil Lesh, basse, chant.
- Ron Pigpen McKernan, « in spirit »
- Bob Weir, guitare, chant.

#### Liste des titres
Les CD un et deux proposent l'intégralité du concert du 26 février, les CD 3 et 4 l'intégralité du concert du 28 février.

##### Disque un
1. The Promised Land (Chuck Berry) – 3:36
2. Loser (Robert Hunter, Jerry Garcia) – 6:58
3. Jack Straw (Hunter, Bob Weir) – 5:17
4. Don't Ease Me In (traditionnel, adapté par le Grateful Dead) – 4:01
5. Looks Like Rain (John Barlow, Weir) – 7:24
6. Loose Lucy (Hunter, Garcia) – 7:04
7. Beer Barrel Polka (Lew Brown, Wladimir Timm, Jaromir Vejvoda, Vaclav Zeman) – 1:07
8. Big Railroad Blues (Noah Lewis) – 4:00
9. Playing in the Band (Hunter, Mickey Hart, Weir) – 17:23
10. They Love Each Other (Hunter, Garcia) – 5:51
11. Big River (Johnny Cash) – 4:36
12. Tennessee Jed (Hunter, Garcia) – 8:03

##### Disque deux
1. Greatest Story Ever Told (Hunter, Hart, Weir) – 5:26
2. Dark Star→ (Hunter, Garcia, Hart, Bill Kreutzman, Phil Lesh, Pigpen, Weir) – 25:23
3. Eyes of the World→ (Hunter, Garcia) – 19:09
4. Mississippi Half-Step Uptown Toodleloo (Hunter, Garcia) – 8:00
5. Me and My Uncle (John Phillips) – 3:26
6. Not Fade Away→ (Buddy Holly, Norman Petty) – 6:34
7. Goin' Down the Road Feelin' Bad→ (trad., arr. Grateful Dead) – 7:52
8. Not Fade Away (Holly, Petty) – 3:02

##### Disque trois
1. Cold Rain and Snow (trad., arr. Grateful Dead) – 6:30
2. Beat it On Down the Line (Jesse Fuller) – 3:23
3. They Love Each Other (Hunter, Garcia) – 5:54
4. Mexicali Blues (Barlow, Weir) – 4:03
5. Sugaree (Hunter, Garcia) – 8:03
6. Box of Rain (Hunter, Lesh) – 5:18
7. El Paso (Marty Robbins) – 4:42
8. He's Gone (Hunter, Garcia) – 12:06
9. Jack Straw (Hunter, Weir) – 4:48
10. China Cat Sunflower→ (Hunter, Garcia) – 7:20
11. I Know You Rider (trad., arr. Grateful Dead) – 5:46
12. Big River (Cash) – 4:26

##### Disque quatre
1. Row Jimmy (Hunter, Garcia) – 8:27
2. Truckin' → (Hunter, Garcia, Lesh, Weir) – 12:02
3. The Other One→ (Kreutzman, Weir) – 15:07
4. Eyes of the World→ (Hunter, Garcia) – 17:02
5. Morning Dew→ (Bonnie Dobson, Tim Rose) – 12:40
6. Sugar Magnolia (Hunter, Weir) – 9:11
7. And We Bid You Goodnight (trad., arr. Grateful Dead) – 3:05

### Dick's Picks Volume vingt-neuf
Dick's Picks Volume 29 est un coffret de six CD proposant l'intégralité des concerts du Grateful Dead donnés les 19 et 21 mai 1977. Sont joints en titres bonus quelques titres enregistrés lors du concert donné le 11 octobre 1977 au Lloyd Noble Center de Norman, Oklahoma (notés *)

#### Musiciens
- Jerry Garcia, guitare, chant.
- Donna Jean Godchaux, chœurs.
- Keith Godchaux, Piano.
- Mickey Hart, batterie.
- Bill Kreutzmann, batterie
- Phil Lesh, basse, chant.
- Bob Weir, guitare, chant.

#### Liste des titres
Les CD un, deux et trois proposent l'intégralité du concert du 19 mai, les CD quatre, cinq et six l'intégralité du concert du 21 mai (sans le rappel). Dans les CD deux et quatre, des titres du concert du 11 octobre ont été insérés, sans pour autant être notés sur la jacquette.

##### Disque un
1. The Promised Land (Chuck Berry) – 6:14
2. Sugaree→ (Robert Hunter, Jerry Garcia) – 16:21
3. El Paso (Marty Robbins) – 5:04
4. Peggy-O (traditionnel, adapté par le Grateful Dead) – 8:34
5. Looks Like Rain (John Barlow, Bob Weir) – 8:59
6. Row Jimmy (Hunter, Garcia) – 11:29
7. Passenger (Peter Monk, Phil Lesh) – 3:59
8. Loser (Hunter, Garcia) – 8:38

##### Disque deux
1. Dancing in the Streets (Marvin Gaye, Ivy Joe Hunter, William Stevenson) – 13:47
2. Samson and Delilah (traditionnel, adapté par Weir) – 8:00
3. Ramble on Rose (Hunter, Garcia) – 8:38
4. Estimated Prophet (Barlow, Weir) – 10:09
5. Not Fade Away→ (Buddy Holly, Norman Petty) – 16:39 (*)
6. Wharf Rat→ (Hunter, Garcia) – 13:41 (*)
7. Around and Around (Berry) – 8:36 (*)

##### Disque trois
1. Terrapin Station→ (Hunter, Garcia) – 11:43
2. Playing in the Band→ (Hunter, Mickey Hart, Weir) – 11:07
3. Uncle John's Band→ (Hunter, Garcia) – 11:47
4. Drums→ (Hart, Bill Kreutzman) – 5:28
5. The Wheel→ (Hunter, Garcia) – 7:24
6. China Doll→ (Hunter, Garcia) – 7:50
7. Playing in the Band (Hunter, Hart, Weir) – 10:33

##### Disque quatre
1. Bertha (Hunter, Garcia) – 7:22
2. Me and My Uncle (John Phillips) – 3:52
3. They Love Each Other (Hunter, Garcia) – 8:10
4. Cassidy (Barlow, Weir) – 5:21
5. Jack-A-Roe (trad., arr. Grateful Dead) – 7:00
6. Jack Straw (Hunter, Weir) – 6:13
7. Tennessee Jed (Hunter, Garcia) – 9:41
8. New Minglewood Blues (trad., arr. Weir) – 5:38
9. Row Jimmy (Hunter, Garcia) – 11:28

##### Disque cinq
1. Passenger (Monk, Lesh) – 4:15
2. Scarlet Begonias→ (Hunter, Garcia) – 11:44
3. Fire on the Mountain (Hunter, Hart) – 12:53
4. Samson and Delilah (trad., arr. Weir) – 7:45
5. Brown-Eyed Women (Hunter, Garcia) – 5:32
6. Dancing in the Streets (Gaye, I. Hunter, Stevenson) – 17:38 (*)
7. Dire Wolf (Hunter, Garcia) – 3:52 (*)

##### Disque six
1. Estimated Prophet→ (Barlow, Weir) – 11:27
2. He's Gone→ (Hunter, Garcia) – 15:36
3. Drums→ (Hart, Kreutzman) – 4:09
4. The Other One→ (Kreutzman, Weir) – 11:39
5. Comes a Time→ (Hunter, Garcia) – 11:52
6. Saint Stephen→ (Hunter, Garcia, Lesh) – 4:37
7. Not Fade Away→ (Holly, Petty) – 11:15
8. St. Stephen (Hunter, Garcia, Lesh) – 1:46
9. One More Saturday Night (Weir) – 5:01

### Dick's Picks Volume Trente
Dick's Picks Volume 30 est un coffret de quatre CD proposant l'intégralité du concerts du Grateful Dead donné au Palladium de New York le 28 mars 1972 (CD deux à quatre), des extraits du concert du 25 (CD 1). Le guitariste Bo Diddley a participé au concert du 25 mars en tant qu'invité, le groupe l'accompagnant dans des reprises de son répertoire.

#### Musiciens
- Bo Diddley, Guitare, chant (*)
- Jerry Garcia, guitare, chant.
- Donna Jean Godchaux, chœurs.
- Keith Godchaux, Piano.
- Bill Kreutzmann, batterie
- Phil Lesh, basse, chant.
- Ron McKernan, Claviers, chant
- Bob Weir, guitare, chant.

#### Liste des titres

##### Disque un
1. Hey Bo Diddley→ (Bo Diddley) – 4:10 (*)
2. I'm a Man (Mannish Boy)→ (Diddley) – 6:00 (*)
3. I've Seen Them All→ (Diddley) – 7:43 (*)
4. Jam→ (Diddley, Grateful Dead) – 9:59 (*)
5. Mona (Diddley) – 3:34 (*)
6. How Sweet It is (To be Loved by You) (Brian Holland, Lamont Dozier, Eddie Holland) – 7:56
7. Are You Lonely For Me Baby? (Bert Berns) – 7:37
8. Smokestack Lightnin'  (Howlin' Wolf) – 13:11
9. Playing in the Band (Robert Hunter, Mickey Hart, Bob Weir) – 11:10

##### Disque deux
1. Truckin'  (Hunter, Jerry Garcia, Phil Lesh, Weir) – 9:49
2. Tennessee Jed (Hunter, Garcia) – 7:45
3. Chinatown Shuffle (Pigpen) – 3:10
4. Black-Throated Wind (John Barlow, Weir) – 6:48
5. You Win Again (Hank Williams) – 5:09
6. Mr. Charlie (Hunter, Pigpen) – 5:02
7. Mexicali Blues (Barlow, Weir) – 4:37
8. Brokedown Palace (Hunter, Garcia) – 6:13
9. Next Time You See Me (Frank Forest, William G. Harvey) – 4:52
10. Cumberland Blues (Hunter, Garcia, Lesh) – 6:09

##### Disque trois
1. Looks Like Rain (Barlow, Weir) – 8:06
2. Big Railroad Blues (Noah Lewis) – 4:09
3. El Paso (Marty Robbins) – 5:25
4. China Cat Sunflower→ (Hunter, Garcia) – 5:05
5. I Know You Rider (traditionnel, adapté par le Grateful Dead) – 6:27
6. Casey Jones (Hunter, Garcia) – 6:43
7. Playing in the Band (Hunter, Hart, Weir) – 13:56
8. Sugaree (Hunter, Garcia) – 7:36
9. The Stranger (Two Souls in Communion) (Pigpen) – 8:58

##### Disque quatre
1. Sugar Magnolia→ (Hunter, Weir) – 6:55 >
2. The Other One (Bill Kreutzmann, Weir) – 28:16
3. It Hurts Me Too (Elmore James) – 9:23
4. Not Fade Away→ (Buddy Holly, Norman Petty) – 5:26
5. Goin' Down the Road Feelin' Bad→ (trad., arr. Grateful Dead) – 8:20
6. Not Fade Away (Holly, Petty) – 3:35
7. Sidewalks of New York→ (James W. Blake, Charles B. Lawlor) – 1:10
8. One More Saturday Night (Weir) – 4:43

### Dick's Picks Volume Trente et un
Dick's Picks Volume 31 est un coffret de quatre CD proposant des extraits des concerts donnés les 4, 5  et 6 aout 1974. Ces trois concerts, enregistrés au Philadelphia Civic Center de Philadephie les 4 (*) et 5 (**) aout et au Roosevelt Stadium de Jersey City le 6 aout 1974 (***), sont tous sonorisés avec un ensemble de micros et d'amplis particulier, appelé mur du Son (Wall Of Sound).

#### Musiciens
- Jerry Garcia, guitare, chant.
- Donna Jean Godchaux, chœurs.
- Keith Godchaux, Piano.
- Bill Kreutzmann, batterie
- Phil Lesh, basse, chant.
- Bob Weir, guitare, chant.

#### Liste des titres

##### Disque un
1. Playing in the Band (Robert Hunter, Mickey Hart, Bob Weir) (*)– 25:50
2. Scarlet Begonias (Hunter, Jerry Garcia) (*)– 12:01
3. Jack Straw (Hunter, Weir) (*)– 5:27
4. Peggy-O (traditionnel, adapté par le Grateful Dead) (*)– 6:47
5. Me and Bobby McGee (Fred Foster, Kris Kristofferson) (**)– 5:34
6. China Cat Sunflower→ (Hunter, Garcia) (**)– 11:13
7. I Know You Rider (trad., arr. Grateful Dead) (**)– 5:22
8. Around and Around (Chuck Berry) (**)– 5:08

##### Disque deux
1. Ship of Fools (Hunter, Garcia) (**)– 7:00
2. Loose Lucy (Hunter, Garcia)(**) – 5:32
3. Weather Report Suite→ (Andersen, Barlow, Weir) (**)- 14:56
4. Jam→ (Grateful Dead) (**)– 9:25
5. Wharf Rat→ (Hunter, Garcia) (**)– 11:21
6. U.S. Blues (Hunter, Garcia) (**)– 6:32
7. Sugar Magnolia (Hunter, Weir) (**)– 10:42
8. Casey Jones (Hunter, Garcia) (**)– 6:26

##### Disque trois
1. Mississippi Half-Step Uptown Toodeloo→ (Hunter, Garcia) (**)– 8:30
2. It Must Have Been the Roses (Hunter) (**) – 5:53
3. Big River (Johnny Cash) (**) – 5:17
4. He's Gone→ (Hunter, Garcia) (**) – 13:12
5. Truckin'→  (Hunter, Garcia, Phil Lesh, Weir) (**) – 9:46
6. Jam→ (Grateful Dead) (**) – 8:16
7. The Other One Jam→ (Grateful Dead) (**)– 2:30
8. Space→(Grateful Dead) (**)– 10:25
9. Stella Blue (Hunter, Garcia) (**)– 9:36
10. One More Saturday Night (Weir) (**)– 4:58

##### Disque quatre
1. Eyes of the World (Hunter, Garcia)  (***)– 19:28
2. Playing in the Band→ (Hunter, Hart, Weir)  (***)– 22:37
3. Scarlet Begonias→ (Hunter, Garcia)  (***)– 9:25
4. Playing in the Band (Hunter, Hart, Weir)  (***)– 5:04
5. Uncle John's Band (Hunter, Garcia)  (***)– 10:44

### Dick's Picks Volume Trente deux
Dick's Picks Volume 32 propose l'intégralité du concert du Grateful donné le 7 aout 1982. c'est le seul double CD de la série à proposer un concert complet.

#### Musiciens
- Jerry Garcia, guitare, chant.
- Mickey Hart, Batterie.
- Bill Kreutzmann, batterie
- Phil Lesh, basse, chant.
- Brent Mydland, Claviers, chant.
- Bob Weir, guitare, chant.

#### Liste des titres

##### Disque un
1. The Music Never Stopped→ (Bob Weir, John Barlow) – 4:19
2. Sugaree→ (Jerry Garcia, Robert Hunter) – 9:51
3. The Music Never Stopped (Weir, Barlow) – 4:00
4. Me and My Uncle→ (John Phillips) – 3:02
5. Big River (Johnny Cash) – 6:12
6. It Must Have Been the Roses (Hunter) – 5:51
7. C.C. Rider (traditionnel, adapté par le Grateful Dead) – 7:34
8. Ramble On Rose (Garcia, Hunter) – 7:31
9. Beat It On Down the Line→ (Jesse Fuller) – 3:11
10. On the Road Again (traditionnel, adapté par le Grateful Dead) – 3:04
11. Althea (Garcia, Hunter) – 7:56
12. Let It Grow (Weir, Barlow) – 11:39
13. U.S. Blues (Garcia, Hunter) – 5:16

##### Disque deux
1. China Cat Sunflower→ (Garcia, Hunter) – 6:42
2. I Know You Rider (traditionnel, adapté par le Grateful Dead) – 7:43
3. Man Smart, Woman Smarter (Span) – 8:29
4. Ship of Fools (Garcia, Hunter) – 6:39
5. Playing in the Band→ (Weir, Mickey Hart, Hunter) – 11:15
6. Drums→ (Hart, Bill Kreutzmann) – 5:31
7. Space→ (Garcia, Phil Lesh, Weir) – 5:31
8. The Wheel→ (Garcia, Kreutzmann, Hunter) – 5:51
9. Playing in the Band→ reprise (Weir, Mickey Hart, Hunter) – 4:09
10. Morning Dew→ (Bonnie Dobson, Tim Rose) – 10:11
11. One More Saturday Night (Weir) – 4:59

### Dick's Picks Volume Trente trois
Dick's Picks Volume 33 est un coffret de 4 CD qui propose l'intégralité des concert du Grateful donnés les 9 et 10 octobre 1976. Ces concerts ont été suivis chaque jour par un concert des Who. Entre les concerts des deux groupes, l'activiste Wavy Gravy a pris la parole pour promouvoir la campagne Nobody For President.

#### Musiciens
- Jerry Garcia, guitare, chant.
- Mickey Hart, Batterie.
- Donna Jean Godchaux, chant.
- Keith Godchaux, claviers.
- Bill Kreutzmann, batterie
- Phil Lesh, basse, chant.
- Bob Weir, guitare, chant.

#### Liste des titres
Les disques un et deux contiennent l'intégralité du concert du 9 octobre et les disques 3 et 4 l'intégralité du concert du 10 octobre.

##### Disque un
1. Promised Land (Chuck Berry) – 4:21
2. Mississippi Half-Step Uptown Toodeloo (Jerry Garcia, Robert Hunter) – 9:19
3. Cassidy (Bob Weir, John Barlow) – 4:28
4. Tennessee Jed (Garcia, Hunter) – 8:57
5. Looks Like Rain (Weir, Barlow) – 8:36
6. They Love Each Other (Garcia, Hunter) – 7:10
7. New Minglewood Blues (traditionnel, adapté par Bob Weir) – 4:51
8. Scarlet Begonias (Garcia, Hunter) – 12:19
9. Lazy Lightnin' → (Weir, Barlow) – 3:18
10. Supplication (Weir, Barlow) – 5:04
11. Sugaree (Garcia, Hunter) – 11:35

##### Disque deux
1. St. Stephen→ (Garcia, Phil Lesh, Hunter) – 5:57
2. Not Fade Away→ (Buddy Holly, Norman Petty) – 11:55
3. St. Stephen→ (Garcia, Lesh, Hunter) – 0:50
4. Help on the Way→ (Garcia, Hunter) – 5:36
5. Slipknot!→ (Garcia, Keith Godchaux, Bill Kreutzmann, Lesh, Weir) – 5:23
6. Drums→ (Mickey Hart, Kreutzmann) – 3:23
7. Samson and Delilah→ (traditionnel, adapté par Bob Weir) – 7:17
8. Slipknot!→ reprise (Garcia, K. Godchaux, Kreutzmann, Lesh, Weir) – 6:48
9. Franklin's Tower→ (Garcia, Kreutzmann, Hunter) – 12:43
10. One More Saturday Night (Weir) – 5:27
11. U.S. Blues encore (Garcia, Hunter) – 6:16

##### Disque trois
1. Might as Well (Garcia, Hunter) – 6:34
2. Mama Tried (Merle Haggard) – 3:17
3. Ramble On Rose (Garcia, Hunter) – 7:10
4. Cassidy (Weir, Barlow) – 4:46
5. Deal (Garcia, Hunter) – 5:18
6. El Paso (Marty Robbins) – 4:53
7. Loser (Garcia, Hunter) – 7:40
8. Promised Land (Berry) – 4:32
9. Friend of the Devil (Garcia, Dawson, Hunter) – 8:34
10. Dancing in the Streets→ (William "Mickey" Stevenson, Marvin Gaye, Ivy Jo Hunter) – 14:40
11. Wharf Rat→ (Garcia, Hunter) – 7:54
12. Dancing in the Streets reprise (Stevenson, Gaye, I. Hunter) – 4:19

##### Disque quatre
1. Samson and Delilah (traditionnel, adapté par Bob Weir) – 7:47
2. Brown-Eyed Woman (Garcia, Hunter) – 5:39
3. Playing in the Band→ (Weir, Hart, Hunter) – 10:58
4. Drums→ (Hart, Kreutzmann) – 2:10
5. The Wheel→ (Garcia, Kreutzmann, Hunter) – 5:50
6. Space→ (Garcia, Lesh, Weir) – 4:48
7. The Other One→ (Weir, Kreutzmann) – 9:25
8. Stella Blue→ (Garcia, Hunter) – 12:02
9. Playing in the Band→ (Weir, Hart, Hunter) – 5:50
10. Sugar Magnolia (Weir, Hunter) – 10:13
11. Johnny B. Goode encore (Berry) – 4:04

### Dick's Picks Volume Trente quatre
Dick's Picks Volume 34 est un coffret de 3 CD qui propose l'intégralité du concert du Grateful Dead donnés les 5 novembre 1977, auquel a été ajoutés des extraits du concert du 2 novembre (notés *).

#### Musiciens
- Jerry Garcia, guitare, chant.
- Mickey Hart, Batterie.
- Donna Jean Godchaux, chant.
- Keith Godchaux, claviers.
- Bill Kreutzmann, batterie
- Phil Lesh, basse, chant.
- Bob Weir, guitare, chant.

#### Liste des titres

##### Disque un
1. New Minglewood Blues (traditionnel, adapté par Bob Weir) - 5:52
2. Mississippi Half-Step Uptown Toodeloo (Garcia, Hunter) - 12:08
3. Looks Like Rain (Weir, Barlow) - 8:26
4. Dire Wolf (Garcia, Hunter) - 4:23
5. Mama Tried→ (Haggard) - 2:24
6. Big River (Cash) - 7:22
7. Candyman (Garcia, Hunter) - 7:54
8. Jack Straw→ (Weir, Hunter) - 6:28
9. Deal (Garcia, Hunter) - 6:45

##### Disque deux
1. Phil Solo→ (Lesh) - 2:06
2. Take a Step Back→ (Grateful Dead) - 1:06
3. Eyes of the World→ (Garcia, Hunter) - 14:42
4. Samson and Delilah (traditionnel, adapté par Bob Weir) - 8:43
5. It Must Have Been the Roses (Hunter) - 7:16
6. Might as Well (Garcia, Hunter) (*) - 5:35
7. Estimated Prophet→ (Weir, Barlow) (*) - 11:08
8. St. Stephen→ (Garcia, Lesh, Hunter) (*) - 7:23
9. Truckin' → (Garcia, Lesh, Weir, Hunter) (*) - 8:20
10. Around and Around (Berry) (*) - 8:46

##### Disque trois
1. Estimated Prophet→ (Weir, Barlow) - 11:13
2. He's Gone→ (Garcia, Hunter) - 12:00
3. Rhythm Devils→ (Hart, Kreutzmann) - 2:15
4. The Other One→ (Weir, Kreutzmann) - 12:23
5. Black Peter→ (Garcia, Hunter) - 11:02
6. Sugar Magnolia (Weir, Hunter) - 10:54
7. One More Saturday Night (Weir) - 5:04
8. Lazy Lightnin' → (Weir, Barlow) (*) - 3:31
9. Supplication (Weir, Barlow) (*) - 5:19

### Dick's Picks Volume Trente cinq
Dick's Picks Volume 35 est un coffret de 4 CD qui propose l'intégralité du concert du Grateful Dead donnés le 7 aout 1971 auquel ont été ajoutés des extraits du concert du 6 aout (notés *) et du 24 aout (notés **).

#### Musiciens
- Jerry Garcia, guitare, chant.
- Bill Kreutzmann, batterie
- Phil Lesh, basse, chant.
- Ron McKernan, Claviers, chant, percussions.
- Bob Weir, guitare, chant.

#### Liste des titres

##### Disque un
L'intégralité du disque a été enregistré le 7 aout. 
1. Big Railroad Blues (Noah Lewis, arranged by Grateful Dead) – 4:02
2. El Paso (Marty Robbins) – 5:40
3. Mr. Charlie (Ron "Pigpen" McKernan, Robert Hunter) – 3:44
4. Sugaree (Jerry Garcia, Hunter) – 7:24
5. Mama Tried (Merle Haggard) – 3:05
6. Bertha (Garcia, Hunter) – 6:43
7. Big Boss Man (Al Smith, Luther Dixon) – 5:39
8. Promised Land (Chuck Berry) – 3:56
9. Hard to Handle (Allen Jones, Al Bell, Otis Redding) – 8:45
10. Cumberland Blues (Garcia, Phil Lesh, Hunter) – 5:36
11. Casey Jones (Garcia, Hunter) – 5:53
12. Truckin'  (Garcia, Lesh, Bob Weir, Hunter) – 10:08

##### Disque deux
1. China Cat Sunflower→ (Garcia, Hunter) – 5:28
2. I Know You Rider (traditionnel, adapté par le Grateful Dead) – 5:59
3. Next Time You See Me (William G. Harvey, Earl Forest) – 4:34
4. Sugar Magnolia (Weir, Hunter) – 6:28
5. Sing Me Back Home (Haggard) – 10:50
6. Me & My Uncle (John Phillips) – 3:39
7. Not Fade Away→ (Charles Hardin, Norman Petty) – 6:25
8. Goin' Down the Road Feelin' Bad→ (traditionnel, adapté par le Grateful Dead) – 6:10
9. Jam→ (Grateful Dead) – 4:08
10. Johnny B. Goode (Berry) – 4:31
11. Uncle John's Band (Garcia, Hunter) – 7:12 (**)
12. Playing in the Band (Weir, Mickey Hart, Hunter) – 5:04 (**)
13. Loser (Garcia, Hunter) – 6:09 (**)

##### Disque trois
L'intégralité du disque a été enregistrée le 24 aout.
1. It Hurts Me Too (Elmore James) – 7:48
2. Cumberland Blues (Garcia, Lesh, Hunter) – 5:42
3. Empty Pages (McKernan) – 5:22
4. Beat It On Down the Line (Jesse Fuller) – 3:45
5. Brown-Eyed Woman (Garcia, Hunter) – 4:11
6. St. Stephen→ (Garcia, Lesh, Hunter) – 5:31
7. Not Fade Away→ (Hardin, Petty) – 4:08
8. Goin' Down the Road Feelin' Bad→ (traditionnel, adapté par le Grateful Dead) – 8:25
9. Not Fade Away reprise (Hardin, Petty) – 3:13
10. Me and Bobby McGee (Kris Kristofferson, Fred Foster) – 6:18
11. Big Boss Man (Al Smith, Luther Dixon) – 4:30
12. Brokedown Palace (Garcia, Hunter) – 5:03

##### Disque quatre
1. Good Lovin'  (Arthur Resnick, Rudy Clark) – 11:37 (**)
2. The Other One→ (Weir, Bill Kreutzmann) – 8:06 (*)
3. Me & My Uncle→ (John Phillips) – 3:14 (*)
4. The Other One (Weir, Kreutzmann) – 6:25 (*)
5. Deal (Garcia, Hunter) – 5:48 (*)
6. Sugar Magnolia (Weir, Hunter) – 7:01 (*)
7. Morning Dew (Bonnie Dobson, Tim Rose) – 11:29 (*)
8. Turn On Your Love Light (Joseph Scott, Deadric Malone) – 25:42 (*)

### Dick's Picks Volume Trente six
Dick's Picks Volume 36 est un coffret de 4 CD qui propose l'intégralité du concert du Grateful Dead donnés le 21 septembre 1972 auquel ont été ajoutés des extraits du concert du 3 septembre précédent (notés *). Dans ce coffret sont mélangés des prises de différentes sources, y compris des extraits d'autres concerts de la même période.

#### Musiciens
- Jerry Garcia, guitare, chant.
- Donna Jean Godchaux, chœurs.
- Keith Godchaux, Piano.
- Bill Kreutzmann, batterie
- Phil Lesh, basse, chant.
- Bob Weir, guitare, chant.

#### Liste des titres

##### Disque un
1. Promised Land (Chuck Berry) – 3:50
2. Bird Song (Jerry Garcia, Robert Hunter) – 13:40
3. El Paso (Marty Robbins) – 5:06
4. China Cat Sunflower→  (Garcia, Hunter) – 5:28
5. I Know You Rider (traditionnel, adapté par le Grateful Dead) – 6:49
6. Black-Throated Wind (Bob Weir, John Barlow) – 6:47
7. Big Railroad Blues (Noah Lewis, arranged by Grateful Dead) – 4:02
8. Jack Straw (Weir, Hunter) – 4:52
9. Loser (Garcia, Hunter) – 7:12
10. Big River (Johnny Cash) – 4:42

##### Disque deux
1. Ramble On Rose (Garcia, Hunter) – 6:34
2. Cumberland Blues (Garcia, Phil Lesh, Hunter) – 7:40
3. Playing in the Band (Weir, Mickey Hart, Hunter) – 16:47
4. He's Gone→ (Garcia, Hunter) – 14:18
5. Truckin'  (Garcia, Lesh, Weir, Hunter) – 11:51
6. Black Peter (Garcia, Hunter) – 9:39
7. Mexicali Blues (Weir, Barlow) – 3:26

##### Disque trois
1. Dark Star→  (Garcia, Hart, Bill Kreutzmann, Lesh, Ron "Pigpen" McKernan, Weir, Hunter) – 37:08
2. Morning Dew (Bonnie Dobson, Tim Rose) – 12:10
3. Beat It On Down the Line (Jesse Fuller) – 3:34
4. Mississippi Half-Step Uptown Toodeloo (Garcia, Hunter) – 10:02
5. Sugar Magnolia (Weir, Hunter) – 8:30
6. Friend of the Devil (Garcia, Dawson, Hunter) – 3:37

##### Disque quatre
1. Not Fade Away→  (Buddy Holly, Norman Petty) – 5:57
2. Goin' Down the Road Feeling Bad→  (traditionnel, adapté par le Grateful Dead) – 7:26
3. Not Fade Away (Hardin, Petty) – 3:31
4. One More Saturday Night (Weir) – 4:56
5. He's Gone→  (Garcia, Hunter) – 10:30 (*)
6. The Other One→  (Weir, Kreutzmann) – 28:57 (*)
7. Wharf Rat (Garcia, Hunter) – 10:16 (*)